# ABS-3A
O ABS-3A é um satélite de comunicação geoestacionário construído pela Boeing Satellite Systems, ele está localizado na posição orbital de 3 graus de longitude oeste e é operado pela Asia Broadcast Satellite (ABS). O satélite foi baseado na plataforma BSS-702SP e sua vida útil estimada é de 15 anos.

## História
A Asia Broadcast Satellite (ABS) anunciou em março de 2012, que tem um contrato com a Boeing Satellite Systems para a construção do satélite ABS-3A. O novo satélite vai permitir a extensão dos serviços em banda C e Ku na região do Oceano Atlântico para os clientes existentes da ABS, e lhes permitirá diversificar a base do mercado para o seu crescimento futuro. Ele irá substituir o satélite ABS-3.
O satélite é parte de um contrato conjunto da ABS e Satmex para a construção de quatro satélites BSS-702SP. Os dois primeiros satélites, o ABS-3A e Satmex 7, estão programados para serem entregues juntos no final de 2014 ou início de 2015. Detalhes sobre os outros dois satélites, incluindo os nomes e os planos de lançamento, serão anunciados em uma data posterior.

## Lançamento

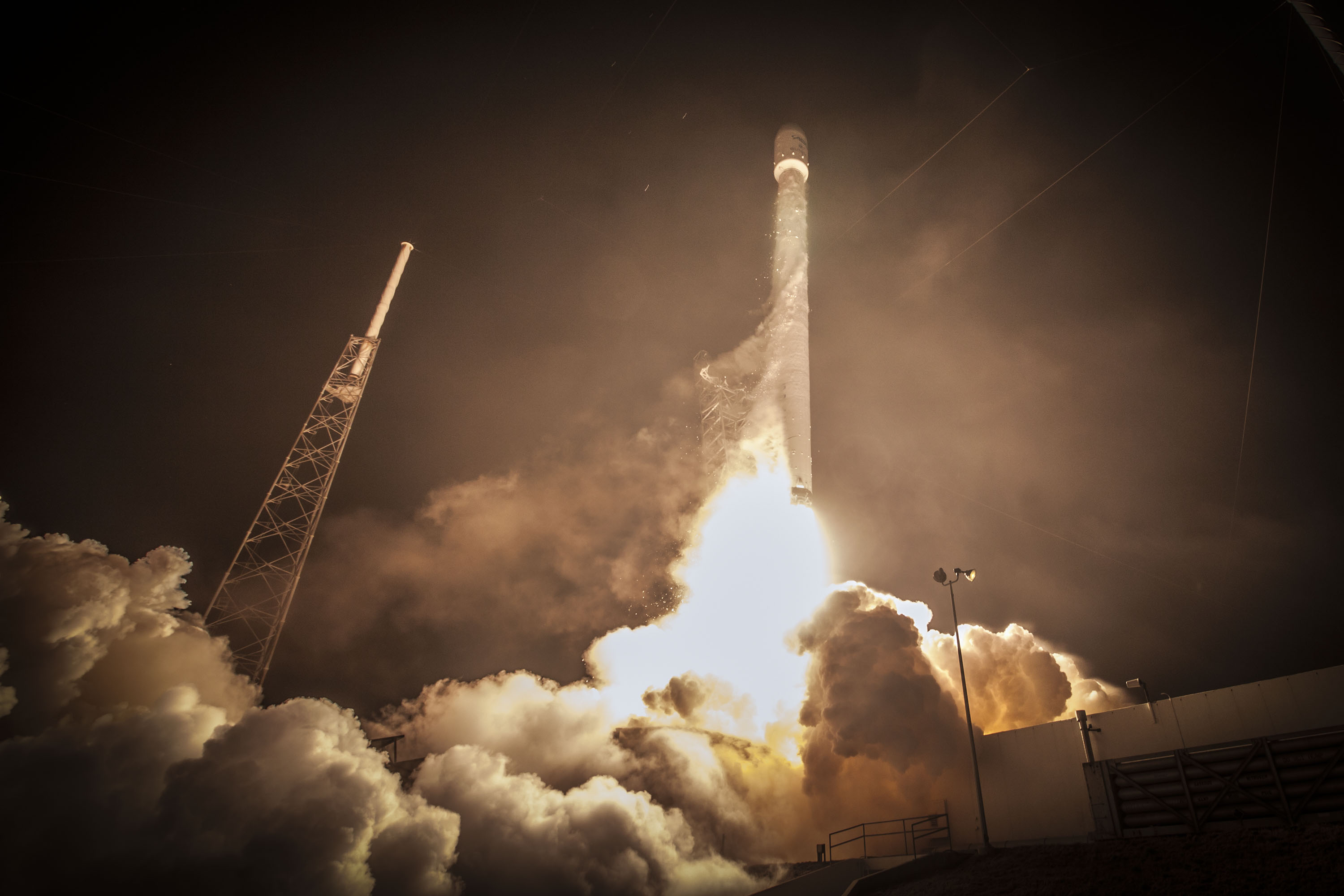
Lançamento do Falcon 9, carregando o ABS 3A

O satélite foi lançado com sucesso ao espaço em 2 de março de 2015, às 3:50 UTC, por meio de um veículo Falcon 9 v1.1 a partir da Estação da Força Aérea de Cabo Canaveral, na Flórida, EUA, juntamente com o satélite Eutelsat 115 West B. Ele tinha uma massa de lançamento de 1954 kg.

## Capacidade e cobertura
O ABS-3A é equipado com 51 transponders em banda Ku e banda C para fornecer serviços a região do Oceano Atlântico para os clientes existentes da ABS residindo atualmente no satélite ABS-3.